# 理宗
理宗（りそう）は、南宋の第5代皇帝。諱は最初は与莒(よきょ)、最終的に昀(いん)。

## 生涯
開禧元年（1205年）、太祖趙匡胤の次男の趙徳昭の八世の孫の趙希瓐の子として生まれる。嘉定17年（1224年）に寧宗が危篤状態になると、宰相史弥遠の工作により皇位を継承する。
その治世の初期は史弥遠の専権が行われていった。紹定6年（1233年）に史弥遠が死去した後に親政を開始した。端平元年（1234年）にはモンゴル帝国のオゴデイと同盟を結んで金を滅ぼしたが、戦後処理や領土分割問題などからやがてモンゴルと対立するようになる。モンゴルとの抗争に苦しめられたが、開慶元年（1259年）にモンケが亡くなるなどの背景もあり結果的に南宋軍はモンゴル軍を退けることに成功した。
内政面では理宗自身が朱子学に傾倒していたことから真徳秀ら学者を登用して政治改革を図った（端平更化）。しかし過度に理想化された改革は、モンゴルの侵攻という国家危機に対応できず失敗に終わった。
改革失敗の反動によって理宗は政治に対する関心を失い遊蕩に耽るようになり政治腐敗や派閥対立が発生した。治世後期は寵妃の弟である賈似道の専横が行なわれ、理宗は実権を喪失した。また宮殿造営を推進するなど、国庫の破綻を招いている。景定5年（1264年）に60歳で崩御。嗣子が無かったため、養子として迎えていた度宗（弟の栄王趙与芮の子）が即位した。なお廟号の「理」は、朱子学を彼が重んじたために用いられた。

## 宗室

### 父母
- 父：趙希瓐
- 母：慈憲夫人全氏（全大節の娘）
- 養父：寧宗

### 妻子
- 正室：謝道清（寿和聖福皇后） - 謝深甫の子の謝渠伯の娘で、謝奕昌の妹
  - 長男：祁沖昭王 趙維 - 嘉熙2年（1238年）生まれ。生後2カ月で夭折した
- 側室：貴妃賈氏 - 賈渉の娘で、賈似道の姉
  - 長女：周漢国公主（端孝公主） - 楊鎮（恭聖仁烈皇后の義兄の楊次山の孫）の夫人。
- 側室：貴妃閻氏
- 養子
  - 趙禥（度宗） - 趙与芮の子